# ФК Нефчи Баку
ФК Нефчи Баку (азер. Neftçi Peşəkar Futbol Klubu) је азербејџански фудбалски клуб из Бакуа. Клуб је основан 1937. године, а тренутно се такмичи у Премијер лиги Азербејџана. 
Нефчи је најуспешнији фудбалски клуб у Азербејџану по броју освојених шампионата (8) и купова (6). Један од три клуба, заједно са Карабагом и Тураном, који су учествовали у свим сезонама Премијер лиге Азербејџана.
Године 2012. Нефчи је постао први азербејџански клуб који је успео да се пласира у групни део европских такмичења, победио је кипарски АПОЕЛ укупним резултатом 4:2 у плеј-офу за УЕФА лигу Европе 2012/13.

## Историја

### Совјетска ера
Клуб је основан 1937, а од оснивања до 1967. носио је име Нефтјаник, а у Нефчи је преименован 1968. године.
Нефчи је у три наврата играо у Првој лиги Совјетског Савеза, 1949–1950, 1960–1972 и 1977–1988, што је укупно 27 сезона у елитној лиги Совјетског фудбала. У Другој лиги Совјетског Савеза је играо од 1946–1948, 1951–1959, 1973–1976 и 1989–1991, а најбољи резултат је било друго место 1976.
Највећи успех клуба из тог периода је треће место у Првој лиги Совјетског Савеза у сезони 1966, што је најбољи пласман неког азербејџанског клуба у најјачој лиги СССР-а. У тиму из 1966. су играли неки од најбољих азербејџанских фудбалера свих времена, међу којима су били нападачи Анатолиј Банишевскиј (УЕФА златни играч за Азербејџан) и Казбек Туаев, везни играч Александр Трофимов и голман Сергеј Крамаренко.
Од осталих већих клупских резултат у доба Совјетског Савеза, клуб је четири пута био полуфиналиста националног купа - 1967, 1968, 1970. и 1971.

### Новија историја
Након распада Совјетског Савеза и азербејџанске независности, клуб је 8 пута постао национални првак - 1992, 1995/96, 1996/97, 2003/04, 2004/05, 2010/11, 2011/12. и 2012/13. Такође, ту је и 6 трофеја купа - 1994/95, 1995/96, 1998/99, 2003/04, 2012/13. и 2013/14, 2 трофеја суперкупа 1993. и 1995. као и куп ЗНД 2006, освојен победом од 4:2 у финалу против литванског Каунаса.
Клуб није имао значајнијих резултата у европским такмичењима, па је увек испадао у почетним колима квалификација за Лигу шампиона и УЕФА куп. Ипак у сезони 2012/13. након што је испао у трећем колу квалификација за Лигу шампиона, такмичење је наставио у плеј-офу за УЕФА лигу Европе, где је у двомечу савладао кипарски АПОЕЛ укупним резултатом 4:2 и пласирао се у групну фазу, чим је Нефчи постао први азербејџански клуб који је успео да се пласира у групни део европских такмичења.

## Боје и грб клуба
Традиционалне боје клуба су црна и бела.
Клуб је од свог оснивања чак четири пута мењао изглед властитог грба. Прво је 1949. прихваћен први званични грб на којем се налазила нафтна платформа са словом н из руске ћирилице. Тај грб користио се следећих 27 година. Следећа промена изгледа грба спроведена је 1977, па је на њему сада приказана фудбалска лопта са сунцем у позадини. Тај грб задржан је следећих двадесет година.
Грб је по трећи пут промењен 1997, као покушај модернизације и прилика да се искористе нове маркетиншке могућности. Са грба је уклоњена нафтна платформа, па је замењена грбом града Бакуа.
Доласком новог власника у клуб, Нефчи је уважавајући захтеве навијача за повратком старог грба почетком сезоне 2004/05. увео нови (четврти по реду) грб на којем је враћен старији дизајн нафтне платформе. Такође, за разлику од претходних грбова, на овоме су враћене традиционалне црна и бела боја.

## Успеси

### Национални
- Премијер лига Азербејџана
  - Првак (9) : 1992, 1995/96, 1996/97, 2003/04, 2004/05, 2010/11, 2011/12, 2012/13, 2020/21.
  - Вицепрвак (3) : 2000/01, 2001/02, 2006/07.
- Куп Азербејџана
  - Освајач (6) : 1994/95, 1995/96, 1998/99, 2003/04, 2012/13, 2013/14.
  - Финалиста (2) : 2000/01, 2011/12, 2014/15, 2015/16.
- Суперкуп Азербејџана
  - Освајач (2) : 1993, 1995.
  - Финалиста (1) : 2013.
- Прва лига Совјетског Савеза
  - Треће место (1) : 1966.

### Регионални
- Куп Заједнице независних држава
  - Освајач (1) : 2006.
  - Финалиста (1) : 2005.

### Лигашки и куп успеси по сезони
| Сезона  | Такмичење                 | Поз. | Од. | П  | Н  | И  | ГД  | ГП | Бод. | Куп Азербејџана |
| ------- | ------------------------- | ---- | --- | -- | -- | -- | --- | -- | ---- | --------------- |
| 1992    | Премијер лига Азербејџана | 1    | 36  | 30 | 2  | 4  | 104 | 23 | 62   | 1/4 ф.          |
| 1993    | Премијер лига Азербејџана | 5    | 18  | 11 | 5  | 2  | 39  | 11 | 27   | 1/4 ф.          |
| 1993/94 | Премијер лига Азербејџана | 8    | 30  | 11 | 7  | 12 | 37  | 11 | 29   | 1/4 ф.          |
| 1994/95 | Премијер лига Азербејџана | 3    | 24  | 17 | 4  | 3  | 67  | 15 | 38   | Победник        |
| 1995/96 | Премијер лига Азербејџана | 1    | 20  | 11 | 6  | 3  | 42  | 17 | 39   | Победник        |
| 1996/97 | Премијер лига Азербејџана | 1    | 30  | 23 | 5  | 2  | 98  | 20 | 74   | 1/4 ф.          |
| 1997/98 | Премијер лига Азербејџана | 6    | 26  | 13 | 4  | 9  | 43  | 23 | 43   | 1/2 ф.          |
| 1998/99 | Премијер лига Азербејџана | 3    | 26  | 15 | 4  | 4  | 57  | 18 | 52   | Победник        |
| 1999/00 | Премијер лига Азербејџана | 3    | 22  | 13 | 4  | 5  | 35  | 17 | 43   | 1/2 ф.          |
| 2000/01 | Премијер лига Азербејџана | 2    | 20  | 16 | 3  | 1  | 57  | 11 | 51   | Финалиста       |
| 2001/02 | Премијер лига Азербејџана | 3    | 22  | 13 | 5  | 4  | 34  | 7  | 44   | —               |
| 2003/04 | Премијер лига Азербејџана | 1    | 26  | 22 | 3  | 1  | 66  | 15 | 69   | Победник        |
| 2004/05 | Премијер лига Азербејџана | 1    | 34  | 24 | 6  | 4  | 52  | 18 | 78   | 1/4 ф.          |
| 2005/06 | Премијер лига Азербејџана | 3    | 26  | 15 | 9  | 2  | 51  | 16 | 54   | 1/2 ф.          |
| 2006/07 | Премијер лига Азербејџана | 2    | 24  | 17 | 3  | 4  | 47  | 15 | 44   | 1/2 ф.          |
| 2007/08 | Премијер лига Азербејџана | 6    | 26  | 16 | 7  | 3  | 42  | 18 | 55   | 1/2 ф.          |
| 2008/09 | Премијер лига Азербејџана | 8    | 26  | 9  | 9  | 8  | 30  | 21 | 36   | 1/4 ф.          |
| 2009/10 | Премијер лига Азербејџана | 5    | 42  | 13 | 19 | 10 | 31  | 26 | 58   | 1/4 ф.          |
| 2010/11 | Премијер лига Азербејџана | 1    | 32  | 19 | 10 | 3  | 53  | 17 | 67   | 1/4 ф.          |
| 2011/12 | Премијер лига Азербејџана | 1    | 32  | 20 | 3  | 9  | 55  | 30 | 63   | Финалиста       |
| 2012/13 | Премијер лига Азербејџана | 1    | 32  | 19 | 5  | 8  | 59  | 32 | 62   | Победник        |
| 2013/14 | Премијер лига Азербејџана | 4    | 36  | 17 | 9  | 10 | 48  | 42 | 60   | Победник        |
| 2014/15 | Премијер лига Азербејџана | 4    | 32  | 13 | 10 | 9  | 38  | 33 | 49   | Финалиста       |
| 2015/16 | Премијер лига Азербејџана | 6    | 36  | 13 | 10 | 13 | 41  | 41 | 49   | Финалиста       |
| 2016/17 | Премијер лига Азербејџана | 7    | 28  | 9  | 2  | 17 | 24  | 45 | 29   | 1/2 ф.          |
| 2017/18 | Премијер лига Азербејџана | 3    | 28  | 14 | 4  | 10 | 39  | 28 | 46   | 1/2 ф.          |
| 2018/19 | Премијер лига Азербејџана |      |     |    |    |    |     |    |      |                 |

Сезоне 2002/03. првенство није одиграно због сукоба скоро свих клубова са ФС Азербејџана.

## Нефчи у европским такмичењима
| Сезона   | Такмичење            | Коло        | Држава                        | Клуб                | Домаћин | Гост | Укупан резултат |  |
| -------- | -------------------- | ----------- | ----------------------------- | ------------------- | ------- | ---- | --------------- |  |
| 1995/96. | Куп победника купова | Кв.         | Кипар                         | АПОЕЛ               | 0:0     | 0:3  | 0:3             |  |
|          |                      |             |                               |                     |         |      |                 |  |
| 1996/97. | УЕФА куп             | 1. коло кв. | Бугарска                      | Локомотива Софија   | 2:1     | 0:6  | 2:7             |  |
|          |                      |             |                               |                     |         |      |                 |  |
| 1997/98. | Лига шампиона        | 1. коло кв. | Пољска                        | Виђев Лођ           | 0:2     | 0:8  | 0:10            |  |
|          |                      |             |                               |                     |         |      |                 |  |
| 1999/00. | УЕФА куп             | Кв.         | Савезна Република Југославија | Црвена звезда       | 2:3     | 0:1  | 2:4             |  |
|          |                      |             |                               |                     |         |      |                 |  |
| 2000/01. | УЕФА куп             | Кв.         | Словенија                     | Хит Горица          | 1:0     | 1:3  | 2:3             |  |
|          |                      |             |                               |                     |         |      |                 |  |
| 2001/02. | УЕФА куп             | Кв.         | Словенија                     | Хит Горица          | 0:0     | 0:1  | 0:1             |  |
|          |                      |             |                               |                     |         |      |                 |  |
| 2004/05. | Лига шампиона        | 1. коло кв. | Босна и Херцеговина           | Широки Бријег       | 1:0     | 1:2  | 2:2 (п.г.г.)    |  |
| 2004/05. | Лига шампиона        | 2. коло кв. | Русија                        | ЦСКА Москва         | 0:0     | 0:2  | 0:2             |  |
|          |                      |             |                               |                     |         |      |                 |  |
| 2005/06. | Лига шампиона        | 1. коло кв. | Исланд                        | Хафнарфјордур       | 2:0     | 2:1  | 4:1             |  |
| 2005/06. | Лига шампиона        | 2. коло кв. | Белгија                       | Андерлехт           | 1:0     | 0:5  | 1:5             |  |
|          |                      |             |                               |                     |         |      |                 |  |
| 2007/08. | УЕФА куп             | 1. коло кв. | Аустрија                      | Рид                 | 2:1     | 1:3  | 3:4             |  |
|          |                      |             |                               |                     |         |      |                 |  |
| 2008.    | Интертото куп        | 1. коло     | Словачка                      | Њитра               | 2:0     | 1:3  | 3:3 (п.г.г.)    |  |
| 2008.    | Интертото куп        | 2. коло     | Белгија                       | Жерминал Берсхот    | 1:0     | 1:1  | 2:1             |  |
| 2008.    | Интертото куп        | з. коло     | Румунија                      | Васлуј              | 2:1     | 0:2  | 2:3             |  |
|          |                      |             |                               |                     |         |      |                 |  |
| 2011/12. | Лига шампиона        | 2. коло кв. | Хрватска                      | Динамо Загреб       | 0:0     | 0:3  | 0:3             |  |
|          |                      |             |                               |                     |         |      |                 |  |
| 2012/13. | Лига шампиона        | 2. коло кв. | Грузија                       | Зестафони           | 3:0     | 2:2  | 5:2             |  |
| 2012/13. | Лига шампиона        | 3. коло кв. | Израел                        | Ирони Киријат Шмона | 2:2     | 0:4  | 2:6             |  |
| 2012/13. | Лига Европе          | Плеј оф     | Кипар                         | АПОЕЛ               | 1:1     | 3:1  | 4:2             |  |
| 2012/13. | Лига Европе          | Група Х     | Србија                        | Партизан            | 1:1     | 0:0  | 1:1             |  |
| 2012/13. | Лига Европе          | Група Х     | Италија                       | Интер Милано        | 1:3     | 2:2  | 3:5             |  |
| 2012/13. | Лига Европе          | Група Х     | Русија                        | Рубин Казањ         | 0:1     | 0:1  | 0:2             |  |
| 2013/14. | Лига шампиона        | 2. коло кв. | Албанија                      | Скендербег          | 0:0     | 0:1  | 0:1             |  |
| 2014/15. | Лига Европе          | 2. коло кв. | Словенија                     | Копар               | 1:2     | 2:0  | 3:2             |  |
| 2014/15. | Лига Европе          | 3. коло кв. | Грузија                       | Чихура              | 0:0     | 3:2  | 3:2             |  |
| 2014/15. | Лига Европе          | Плеј оф     | Србија                        | Партизан            | 2:3     | 1:2  | 3:5             |  |